# Gran Fira de València

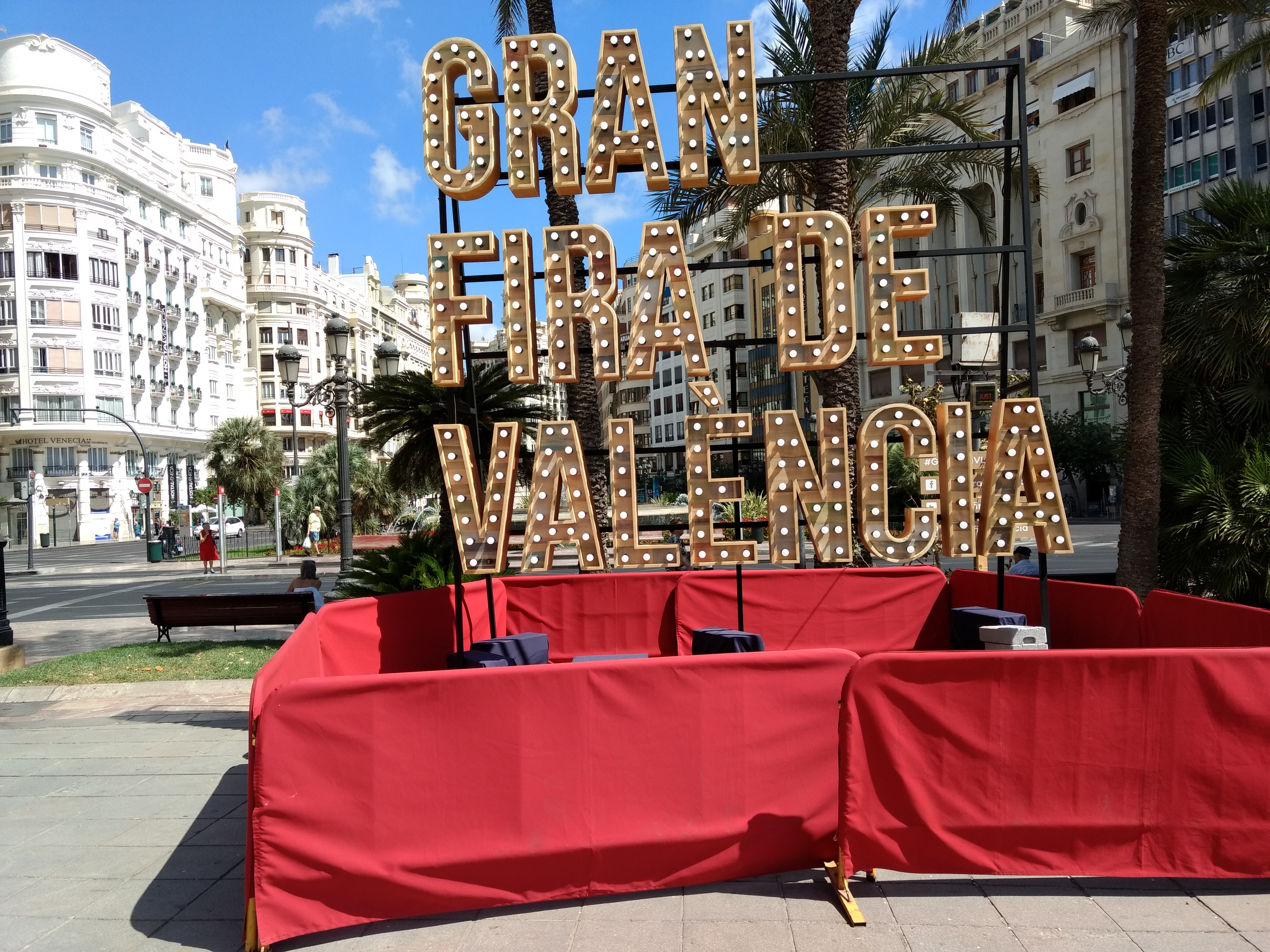
Cartell de la Gran Fira a la Plaça de l'Ajuntament.

La Gran Fira de València també coneguda com la Fira de juliol de València, per celebrar-se al mes de juliol, és una celebració que té lloc a la Ciutat de València des de 1871. Va nàixer amb l'objectiu d'endarrerir la fugida de la burgesia a les residències d'estiu i així animar el comerç de la ciutat als mesos estivals.
Els actes de la fira han anat canviant durant tota la història, la batalla de les Flors n'és un dels més representatius. A partir dels anys 1950, les comissions falleres van involucrar-se en la festa, protagonitzant alguns dels actes. En l'actualitat, la Gran Fira se celebra durant tot el mes de juliol, i la seua programació inclou concerts i actuacions artístiques de diferent tipus.